# Lây lan cảm xúc

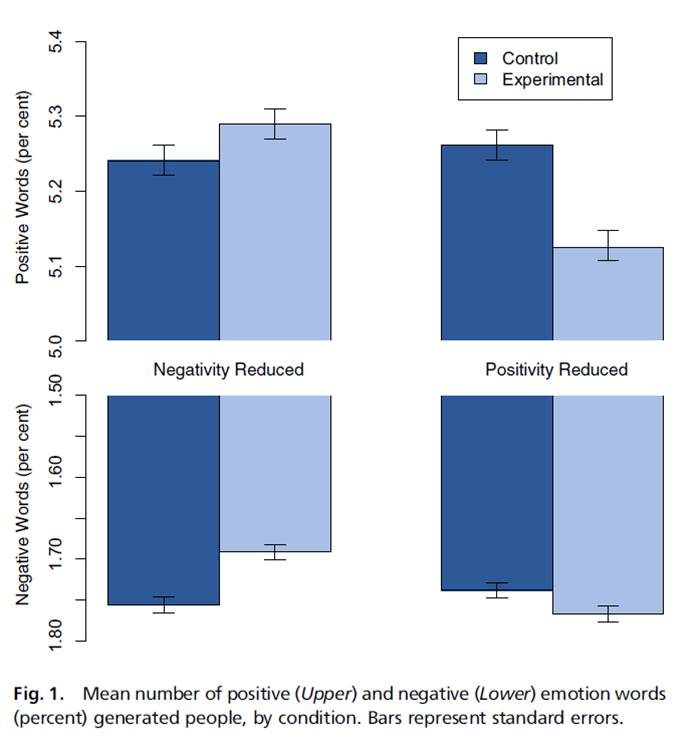
Kết quả nghiên cứu của Facebook về lây lan cảm xúc

Lây lan cảm xúc (Emotional contagion) hay Cảm xúc lây lan là một hình thức lây nhiễm xã hội liên quan đến sự lan truyền tự phát của cảm xúc và các hành vi liên quan. Đây là một hiện tượng trong đó một người bị ảnh hưởng bởi những cảm xúc và hành vi liên quan của người khác, là xu hướng tự động bắt chước và đồng bộ hóa với biểu cảm, giọng điệu, tư thế và các chuyển động thể chất của người khác, trong đó một người hoặc một nhóm người tự động và vô thức bắt chước hoặc hấp thụ cảm xúc của những người xung quanh. Sự hội tụ cảm xúc như vậy có thể xảy ra giữa người này với người khác, hoặc trong một nhóm lớn hơn. Cảm xúc có thể được chia sẻ giữa các cá nhân theo nhiều cách, cả ngầm định lẫn công khai. Hành vi này đã được tìm thấy ở con người, các loài linh trưởng khác, chó và gà. 
James Mark Baldwin đã đề cập đến sự "lây nhiễm cảm xúc" trong tác phẩm "Diễn giải xã hội và đạo đức trong phát triển tâm thần" (Social and Ethical Interpretations in Mental Development) xuất bản năm 1897, mặc dù ông sử dụng thuật ngữ "lây nhiễm cảm xúc" nhưng nhiều học giả thế kỷ XX đã thảo luận về hiện tượng này dưới tiêu đề "lây nhiễm xã hội". Thuật ngữ "lây nhiễm cảm xúc" lần đầu tiên xuất hiện trong cuốn "Từ điển tâm lý Penguin" (Penguin Dictionary of Psychology) xuất bản năm 1985 của Arthur S. Reber. Một thí nghiệm gây tranh cãi chứng minh sự lây lan cảm xúc bằng cách sử dụng nền tảng truyền thông xã hội Facebook đã được thực hiện vào năm 2014 trên 689.000 người dùng bằng cách lọc nội dung cảm xúc tích cực hoặc tiêu cực khỏi nguồn cấp tin tức của họ. Thí nghiệm này đã gây ra sự phẫn nộ trong số những người cảm thấy nghiên cứu này vi phạm quyền riêng tư cá nhân. Một số yếu tố quyết định tốc độ và mức độ hội tụ cảm xúc trong một nhóm, bao gồm sự ổn định của thành viên, các chuẩn mực điều chỉnh tâm trạng, sự phụ thuộc lẫn nhau trong nhiệm vụ và sự phụ thuộc lẫn nhau về mặt xã hội.

## Đại cương
Lây lan cảm xúc rất quan trọng đối với các mối quan hệ cá nhân vì nó thúc đẩy sự đồng bộ cảm xúc giữa các cá nhân. Định nghĩa rộng hơn về hiện tượng này do Schoenewolf đề xuất là "một quá trình trong đó một người hoặc một nhóm người tác động đến cảm xúc hoặc hành vi của người hoặc một nhóm người khác thông qua việc khơi gợi trạng thái cảm xúc và thái độ hành vi một cách có ý thức hoặc vô thức". Điều này có thể xảy ra thông qua nhiều kênh khác nhau như biểu hiện nét mặt, giọng nói, ngôn ngữ cơ thể, hoặc thậm chí là sự đồng cảm tự nhiên. Khi một người cảm thấy vui vẻ, tích cực, những người ở gần cũng có xu hướng cảm thấy thoải mái, dễ chịu hơn. Ngược lại, những cảm xúc tiêu cực như lo lắng, buồn bã, hay tức giận cũng có thể lây lan, ảnh hưởng đến tâm trạng của người khác. Trong đó, người phụ nữ có khả năng cảm nhận được nỗi lo âu và cảm giác thiếu an toàn của một người đàn ông. Phụ nữ thường có sự nhạy cảm, nhạy bén về cảm nhận và khả năng đọc vị cảm xúc của người khác tốt hơn nam giới. Bộ não của phụ nữ với khu vực liên quan đến cảm xúc và ghi nhớ và ký ức được cho là nhạy cảm hơn và tích cực khi đối diện với các tác nhân gây căng thẳng hoặc thiếu kiểm soát. Điều này có thể giúp họ nhanh chóng nhận ra và phản ứng với các dấu hiệu cảm xúc tiêu cực ở người khác một cách vô thức, nếu có sự gắn kết về mặt cảm xúc trong mối quan hệ, khả năng đồng cảm sẽ cao hơn, giúp người phụ nữ cảm nhận rõ ràng hơn những cảm xúc tiêu cực mà đối phương đang trải qua. Khi một người đàn ông có những biểu hiện của sự lo âu, bất an, như cử chỉ thiếu tự tin, ánh mắt thiếu ổn định, thần sắc thất thường, giọng nói run rẩy, lạc giọng đi, hay thái độ tránh né, lảng tránh, người phụ nữ có thể nhận ra những dấu hiệu này một cách tinh tế dẫn đến họ cảm thấy không an toàn, thậm chí mất đi sự hấp dẫn vì cho rằng đối phương không đủ mạnh mẽ hoặc đáng tin cậy.